# Paolo Casati
Paolo Casati (en latín, Paulus Casatus) (1617 - 22 de diciembre de 1707) fue un jesuita y matemático italiano. Nacido en Piacenza en el seno de una familia de origen milanés, se unió a la Orden Jesuita en 1634. Después de completar sus estudios matemáticos y teológicos se trasladó a Roma, donde asumió el cargo de profesor en la Universidad Pontificia Gregoriana. Tras enseñar filosofía y teología, obtuvo la cátedra de matemáticas.

## Casati en Suecia
Primogénito del marqués Ludovico, nació de una noble familia milanesa que había residido en Plasencia desde el siglo xiv. Estudió en el Colegio de Nobles en Parma, donde completó el curso de lógica. Ya jesuita, estudió filosofía (1636-1638) en Bolonia, y teología (1640-1643) en Roma. Tras enseñar filosofía en Bolonia (1644-1647, 1648-1650), fue profesor de matemáticas en el Collegio Romano.
En 1651, Casati fue enviado por el nuevo vicario general Goschwin Nickel a una misión en Estocolmo para calibrar la sinceridad de la reina Cristina de Suecia acerca de su la intención de convertirse al catolicismo. 
Regresó a su puesto en Roma, para trasladarse en 1677 a la Universidad Jesuita de Parma, donde permaneció hasta su muerte.

## Terra machinis mota
En su tratado astronómico Terra machinis mota (Mecanismo que mueve la Tierra) (1658) imagina un diálogo entre Galileo, Paul Guldin, y Marin Mersenne acerca de varios problemas intelectuales de cosmología, geografía, astronomía y geodesia.  Por ejemplo,  hablan de cómo determinar las dimensiones de la Tierra, los cuerpos flotantes, los fenómenos de capilaridad, y también describe el experimento sobre el vacío realizado por Otto von Guericke en 1654.  El trabajo tiene la particularidad de que representa en un trabajo jesuita a Galileo (solo 25 años después de haber sido condenado por la Iglesia) bajo una luz positiva.

## Teorías sobre el vacío
Casati analizó la hipótesis del horror vacui (según la que "la naturaleza aborrece el vacío") en su tesis Vacuum proscriptum, publicada en Génova en 1649.  Casati confutó la existencia tanto del vacío como de la presión atmosférica, pero no confiaba plenamente en la observación científica, y se atuvo al pensamiento católico para establecer sus conclusiones. El vacío, que supone la ausencia de cualquier cosa en su interior podía implicar la ausencia de Dios, y retrotraía al vació anterior a la historia de la creación contenida en el libro del Genesis.

## Reconocimientos
- El cráter lunar Casatus lleva este nombre en su memoria.

## Otros trabajos
- Fabrica et uso del compasso di proportione (1664), un trabajo que explica la construcción y uso de compases proporcionales
- Le ceneri dell'Olimpo Ventila (1673), un diálogo sobre meteorología
- De gli horologi solari (Manuscrito inédito): sobre la construcción de relojes solares
- Exercitationes matheseos candidatis exhibitaæ (1698)  (manuscrito inédito): una colección de temas algebraicos y geométricos.